# ISMO – världens roligaste outsider
ISMO – världens roligaste outsider (finländska: Ismo – Maailman hauskin ulkopuolinen) är en finländsk komedi- och dokumentärfilm som hade premiär den 1 november 2024.

## Handling
Filmen handlar om Ismo Leikola som var en blyg liten pojke som hellre ville ligga hemma och gråta på sängen än att vara ute med kompisarna. I tjugoårsåldern hittade dock Ismo stand upen. Ismo, som tidigare hade haft svårt att känna sig som en i gänget, hittade snabbt sin plats på stand up-scenen. Snart blev han en av Finlands största komiker – men det räckte inte för honom. Han bestämde sig för att erövra stand up-komedins hemland.